# Tetraidrobiopterina
La tetraidrobiopterina è un derivato pterinico con struttura simile all'acido tetraidrofolico. È un coenzima che partecipa alle reazioni di ossidoriduzione.
è inoltre un agente riducente responsabile del trasporto di elettroni in qualche reazione.

## Struttura
La tetraidrobiopterina è una delle due forme della biopterina.
La biopterina deriva dalla sostituzione di un 1,2propandiolo sul carbonio C6 della pterina.
La pterina deriva dalla condensazione di due eterocicli uno di pirazina e uno di pirimidina, con l'aggiunta del sostituente NH2 sul carbonio C2 e un atomo di O C4.

## Reazioni tipiche
Gli enzimi che richiedono tetraidrobiopterina sono importanti per la sintesi di amminoacidi, il loro ruolo è anche noto per la produzione di neurotrasmettitori.
Questo cofattore è utilizzato in alcune reazioni di mono-ossigenazione che riguardano il metabolismo dell'aminoacido fenilalanina (Phe) e triptofano (Trp).

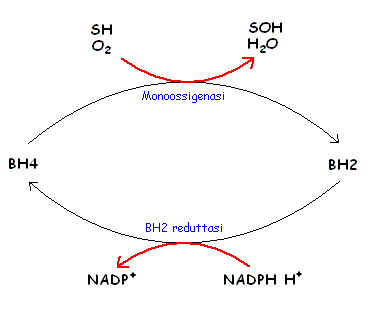
reazione generale per passare da una forma all'altra di biopterina, nel caso in cui SH sia un generico substrato che deve essere ossigenato

In particolare è sfruttato da alcuni enzimi definiti monoossigenasi (anche chiamati idrossilasi) i quali trasferiscono mezza molecola di ossigeno su un determinato substrato, e formano H2O facendo reagire la seconda metà della molecola di ossigeno con gli equivalenti trasportati dall BH4.
La biopterina, nella sua forma attiva, ovvero la tetraidrobiopterina (BH4) è utilizzata da: fenilalanina mono-ossigenasi e tirosina mono-ossigenasi (i quali produrranno i precursori della dopamina) e dalla ossido nitrico sintasi (anche l'ossido nitrico ha talvolta funzioni ormonali)

## Rigenerazione
Come cofattore, la tetraidrobiopterina prende l'ossigeno molecolare O2 e lega uno dei due atomi di ossigeno alla molecola bersaglio. A fine reazione soltanto uno dei due atomi di ossigeno è rimasto legato al cofattore e per rimuoverlo servono due enzimi; il primo enzima la pterina carbinolammina deidratasi strappa l'ossigeno e lo rilascia sotto forma di acqua; mentre il secondo enzima la diidrossipterina reduttasi riattiva la biopterina da BH2 a BH4,aggiungendo due atomi H al doppio legame.

## Sintesi
avviene ad opera di tre enzimi che utilizzano come substrato il GTP.
1.il primo enzima (GTP cicloidratasi I) apre l'anello a cinque atomi e lo riconnette per formare un anello ai sei atomi di carbonio
2. il secondo enzima (6-piruvoil-tetraidropterina sintasi) elimina gruppi fosfato e scambia la posizione di alcuni atomi all'interno della molecola
3. il terzo enzima (sepiapterina reduttasi) elimina gli ultimi residui per formare il cofattore